# Anaya de Alba
Anaya de Alba település Spanyolországban, Salamanca tartományban. Anaya de Alba Horcajo Medianero, Galinduste, Galisancho, Éjeme, Navales és Larrodrigo községekkel határos. Lakosainak száma 183 fő (2024).

## Népesség
A település népessége az elmúlt években az alábbi módon változott:
| Lakosok száma | 308  | 283  | 267  | 254  | 228  | 212  | 211  | 201  | 185  | 183  |
|               | 2001 | 2004 | 2007 | 2009 | 2012 | 2014 | 2017 | 2019 | 2022 | 2024 |